# Euphorbia neogracilis
Euphorbia neogracilis är en törelväxtart som beskrevs av Peter Vincent Bruyns. Euphorbia neogracilis ingår i släktet törlar, och familjen törelväxter. Inga underarter finns listade i Catalogue of Life.